# Sonate K. 469
La sonate K. 469 (F.413/L.431) en fa majeur est une œuvre pour clavier du compositeur italien Domenico Scarlatti.

## Présentation
La sonate K. 469, en fa majeur, notée Allegro molto, forme un couple avec la sonate précédente. C'est une sorte de toccata dont l'ouverture est construite sur un matériau unique qui occupe ensuite la moitié de chaque partie. Dans les conclusions, les motifs changent d'articulation (comme dans les sonates K. 418, 230, 104, 84…),. C'est l'une des cinq sonates dans tout le corpus qui repose sur la séquence harmonique I–V–I qui, plus tard, dans la forme sonate, deviendra le fondement dramatique et le développement, passant du mineur au majeur et introduisant des figures en ostinato. Cette écriture fait de Scarlatti un pionnier de l'innovation du genre, comme le sera Liszt à son tour, comme précurseur de la musique pré-moderne.

## Manuscrits
Le manuscrit principal est le numéro 16 du volume XI (Ms. 9782) de Venise (1756), copié pour Maria Barbara ; les autres sont Parme XIII 16 (Ms. A. G. 31418), Münster I 4 (Sant Hs 3964) et Vienne C 4 (VII 28011 C) et G 10 (VII 28011 G). Une copie figure à la Morgan Library, manuscrit Cary 703 no 120, et à Lisbonne, ms. FCR/194.1 (no 20).

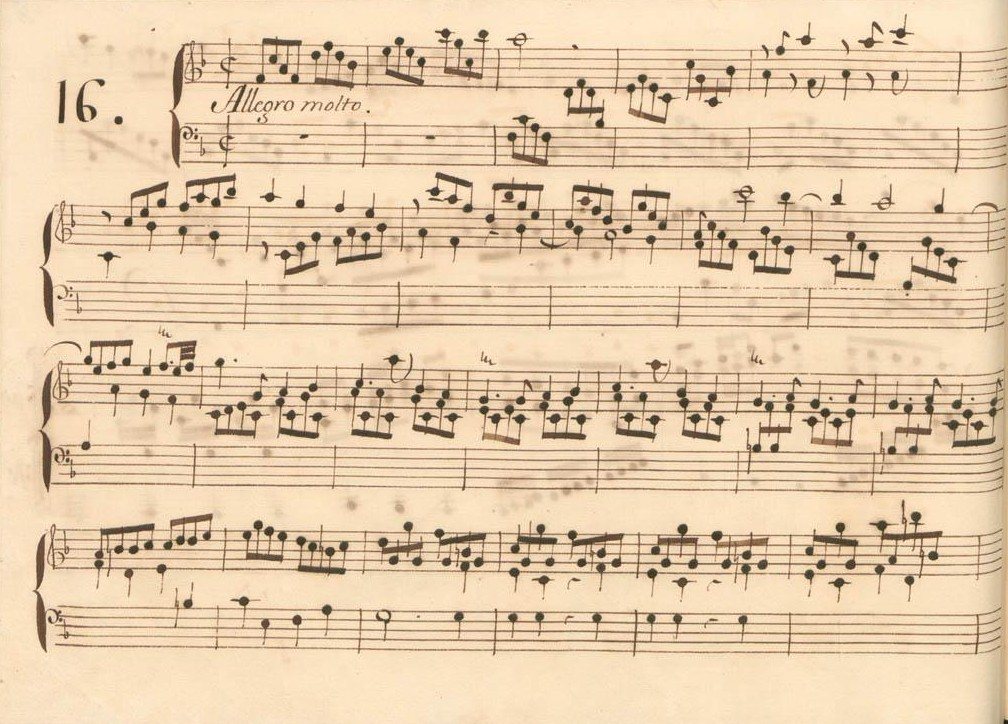
Parme XIII 16.
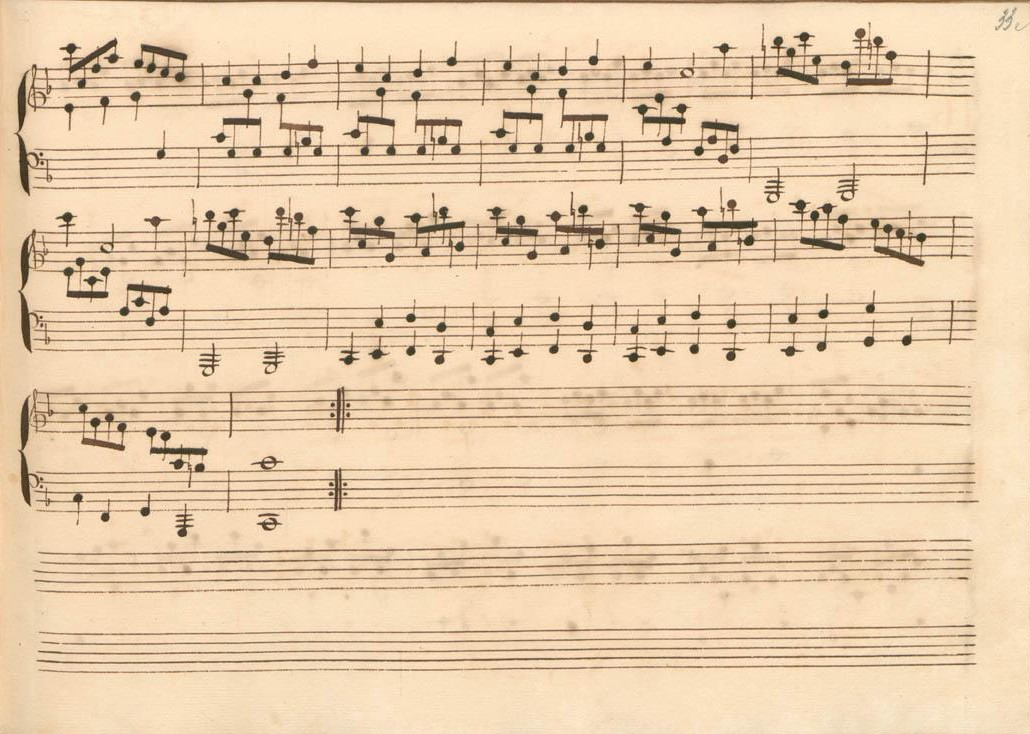
Parme XIII 16 (fin de la première section).
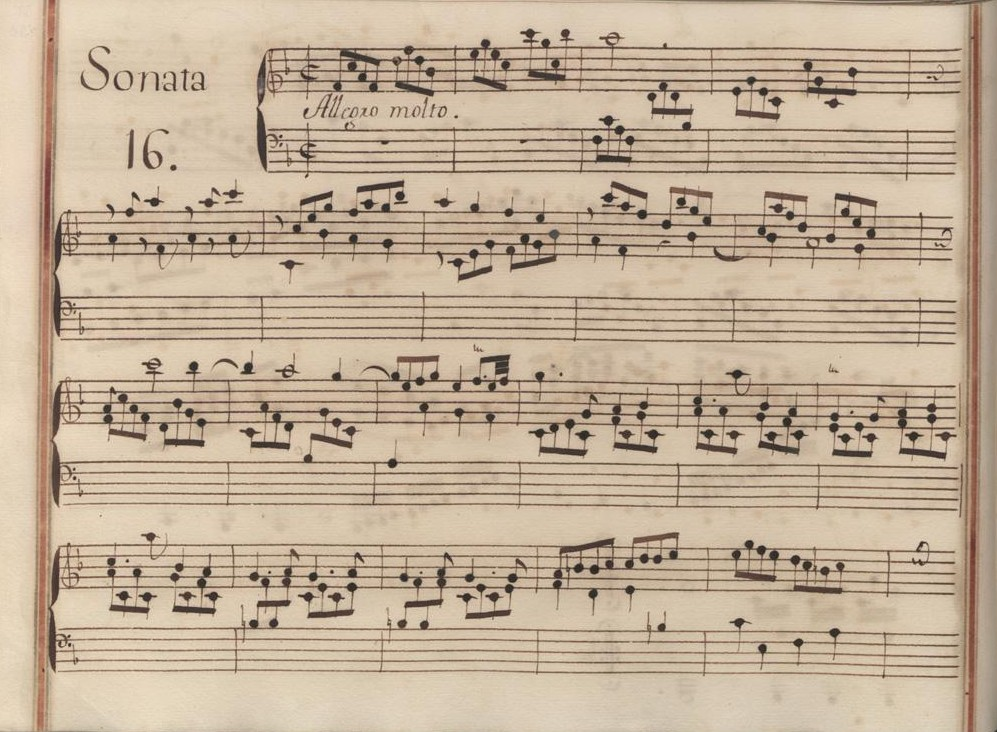
Venise XI 16.
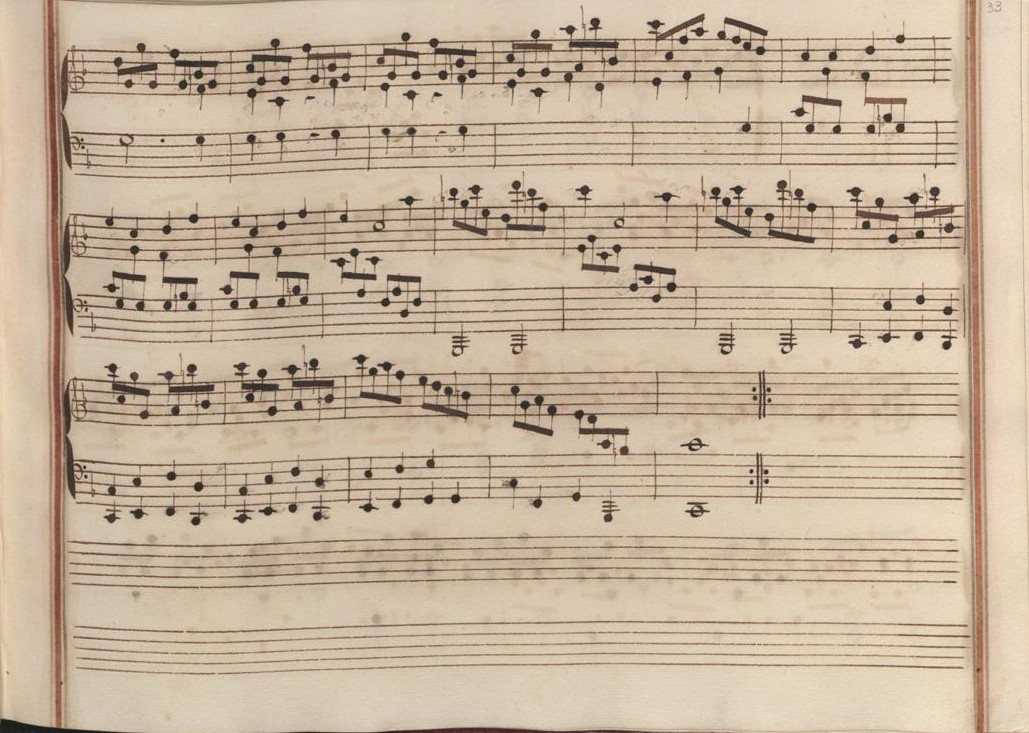
Venise XI 16 (fin de la première section).
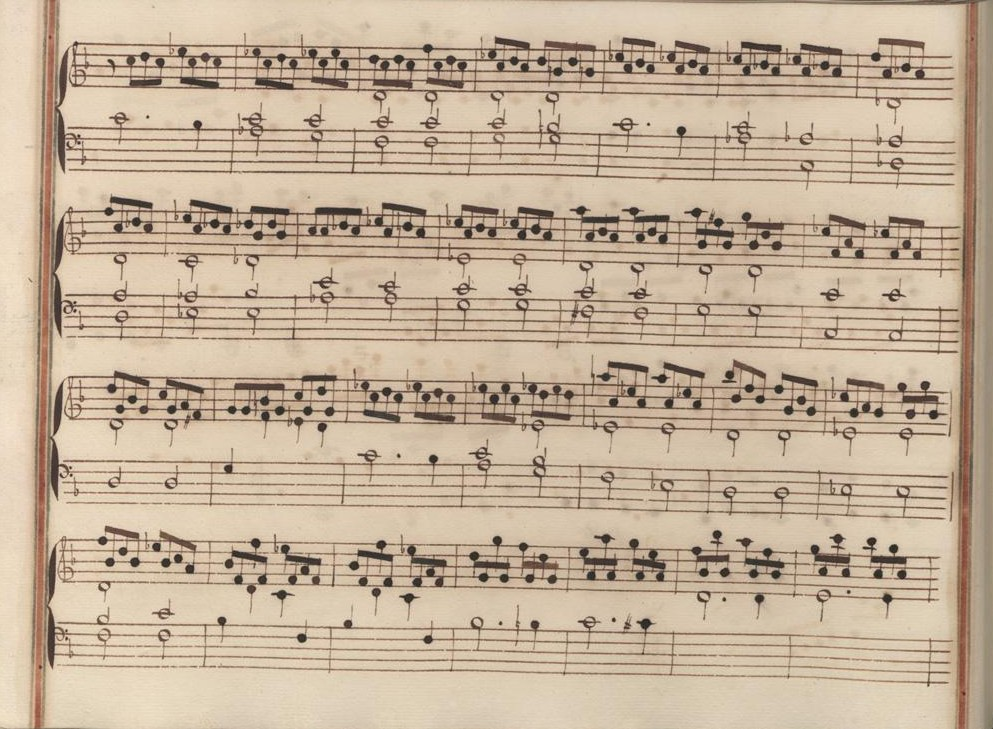
Venise XI 16 (début de la seconde section).
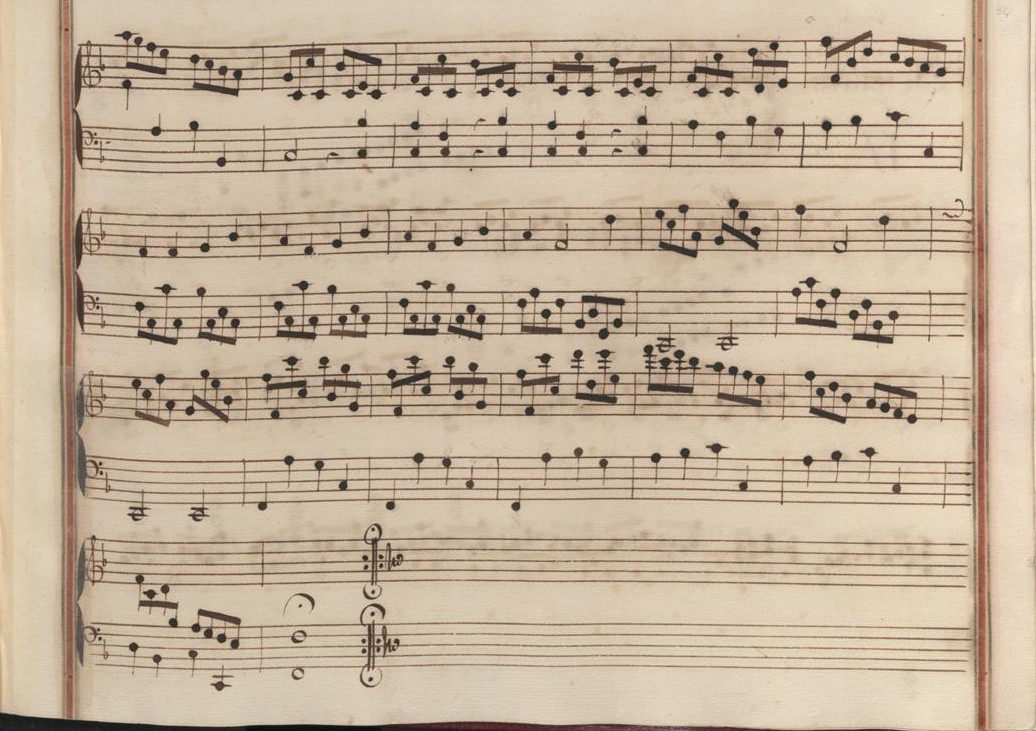
Venise XI 16 (fin de la sonate).

## Interprètes
La sonate K. 469 est défendue au piano, notamment par Gerda Struhal (2007, Naxos, vol. 12), Carlo Grante (2016, Music & Arts, vol. 5) et Lucas Debargue (2019, Sony) ; au clavecin par Scott Ross (1985, Erato), Christophe Rousset (1997, Decca), Richard Lester (2004, Nimbus, vol. 4) et Pieter-Jan Belder (Brilliant Classics, vol. 10). Cristina Bianchi (2019, Oehms Classics) l'interprète à la harpe.

## Sources
: document utilisé comme source pour la rédaction de cet article.
- Ralph Kirkpatrick (trad. de l'anglais par Dennis Collins), Domenico Scarlatti, Paris, Lattès, coll. « Musique et Musiciens », 1982 (1re éd. 1953 (en)), 493 p. (ISBN 978-2-7096-0118-4, OCLC 954954205, BNF 34689181).
- Alain de Chambure, « Domenico Scarlatti, Intégrale des sonates — Scott Ross », Erato/Éditions Costallat (2564-62092-2 (livret : 2292-45309-2)), 1985 (OCLC 891183737) .
- (en) Carlo Grante, « Domenico Scarlatti, intégrale des sonates pour clavier (vol. 5) », Music & Arts (CD-1294), 2017 (OCLC 1079366528) .